# ثانیه

یک چرخ‌دنگ مبتنی بر پاندول از یک ساعت که هر ثانیه یک تیک می‌زند.

ثانیه یکای زمان در سیستم متریک یا دستگاه SI بوده و نشانهٔ آن s یا Sec است. ثانیه توسط ساعت مکانیکی، الکتریکی یا اتمی قابل اندازه‌گیری است. ثانیه به‌طور تقریبی برابر است با یک هشتاد و شش هزار و چهارصدم میانگین روز خورشیدی اما تعریف دقیق آن با نوسانات اتمی انجام شده‌است.
ثانیه مبنایی برای تعریف دیگر یکاها نیز قرار گرفته‌ ، به‌طور مثال تعریف متر بر اساس تعریف ثانیه و سرعت نور است. پیشوندهای SI را می‌توان برای ثانیه نیز استفاده نمود. به‌ طور مثال میلی‌ثانیه به یک هزارم ثانیه گفته می‌شود، میکروثانیه به یک میلیونیوم و نانوثانیه به یک میلیاردم آن. همچنین واحدهای دیگری مانند کیلوثانیه نیز وجود دارد.
ثانیه علاوه بر دستگاه در دیگر سامانه‌های اندازه‌گیری نیز به عنوان یکا استفاده می‌شود. به‌طور مثال دستگاه واحدهای سانتیمتر-گرم-ثانیه و دستگاه امپراتوری.

## تعریف کنونی ثانیه
ثانیه مدت زمانی است که اتم سزیم-۱۳۳ (Cs-۱۳۳) در حالت پایه ۹٬۱۹۲٬۶۳۱٬۷۷۰ بار نوسان می‌کند.